# Pierre Levie
Pour les articles homonymes, voir Levie (homonymie).
Pierre Levie (né Pierre Raymond Levie le 30 mars 1916 à Saint-Josse-ten-Noode et mort le 6 mars 2010 à Woluwé-Saint-Lambert) est un producteur de cinéma belge. Il a produit quelques-unes des grandes fictions du cinéma belge des années 1960-70, notamment Les Gommes de Lucien Deroisy ou Malpertuis de Harry Kümel.

## Biographie
Docteur en droit et agrégé de l’enseignement supérieur, Pierre Levie fut échevin de la culture, de l’état civil et des affaires sociales à Woluwe-Saint-Lambert de 1947 à 1955. Pierre Levie s'est joint aux destinées[style à revoir] de la société de production Sofidoc assez tôt puis, en 1971, il en a pris la direction.
Entre 1963 et 1968, Pierre Levie participe au revivalisme autour de Jean Ray et de l'École de fantastique belge, en produisant Treize Contes fantastiques (13 fois 26 minutes, tournés en 35 mm), adaptés de nouvelles publiées par les Éditions Marabout, qu'il commande auprès de réalisateurs belges débutants ou en fin de carrière, notamment André Cavens, Jean-Louis Colmant, Jean Delire, Lucien Deroisy, Émile-Georges De Meyst, Patrick Ledoux ou Christian Mesnil.
Il produit de nombreux films du cinéma belge de l'époque, dont Apolline (1959) et Les Gommes (1969) de Lucien Deroisy, Sirènes (1961) d'Émile Degelin, Il y a un train toutes les heures (1961) et Présence désolée (1965) d'André Cavens et deux films de Harry Kümel : Monsieur Hawarden en 1967 et le plus gros budget Malpertuis d'après Jean Ray en 1972.
Pierre Levie coproduit deux longs métrages du cinéaste essayiste Marcel Hanoun, avec Michael Lonsdale : L'Hiver en 1969 et L'Automne en 1971-72. 
Sa fille Françoise Levie et sa petite-fille Sarah Moon Howe sont devenues réalisatrices.